# Le Mort de la plage
Pour plus de détails, voir Fiche technique et Distribution.
Le Mort de la plage ou Meurtres à Omaha Beach est un téléfilm français écrit et réalisé par Claude-Michel Rome, diffusé pour la première fois, en Suisse, le 31 août 2018 sur RTS Un, en Belgique, le 29 septembre 2018 sur La Une, puis, en France, le 20 octobre 2018, sur France 3.

## Synopsis
Un vétéran américain de la Seconde Guerre mondiale est retrouvé mort sur une plage du débarquement, l'enquête sur son assassinat va semer le trouble dans le village de Sainville en ravivant des vieux et terribles souvenirs de l'après-débarquement.

## Fiche technique
- Titre : Le Mort de la plage
- Titre original : Meurtres à Omaha Beach[1]
- Réalisation et scénario : Claude-Michel Rome
- Producteur : Jean-Pierre Ramsay-Levi
- Sociétés de production : FIT Productions et AT-Prod
- Pays d'origine :  France
- Genres : Film policier
- Durée : 90 minutes
- Lieux de tournage : Normandie (Omaha Beach, Beuvron-en-Auge, Saint-Pierre-du-Jonquet, Touffréville, Caen, Troarn, Merville Franceville, Colleville-Montgomery et Colleville-sur-Mer)
- Dates de diffusion : 
  -  Suisse : 31 août 2018 sur RTS Un
  -  Belgique : 30 septembre 2018 sur La Une
  -  France : 20 octobre 2018 sur France 3

## Distribution
Sauf indication contraire, les informations mentionnées dans cette section peuvent être confirmées par la base de données cinématographiques IMDb,  présente dans la section « Liens externes ».
Dans l'ordre du générique de fin :
- Claire Borotra : Lieutenant Éloïse Gentil
- Jean-François Balmer : Jacques Maréchal
- Michel Jonasz : Robert Gentil, père d'Éloïse Gentil
- Claire Chazal : Évelyne Leroy-Vidal, députée-maire de Saint-Ville
- Pierre Deny : Pierre-Yves Kerdal
- Frédéric Amico : Loïc Jourdan
- Elizabeth Macocco : Louise Kieffer
- Damien Leconte : Éric Largier
- Coralie Audret : Gwenaëlle Leroy-Vidal
- Sylviane Goudal : Anne Maréchal
- François Rabette : Capitaine Gilles Marchand
- James Gerard : Matt Richardson
- Émile Feltesse : Substitut du procureur
- Stéphane Pezerat : Marc Brindivic, juge d'instruction
- Philippe Jouan : Prêtre Abbaye
- Samuel Desfontaines : Bruno Pereyrat, témoin
- Tony Le Bacq : Adjudant local
- Marie-Bénédicte Roy : Infirmière chef
- Véronique Royer : Médecin légiste
- Nicolas Thiery : Officier T.I.C.
- Quentin Demon : James Jonathan Crawley, en 1944
- Benjamin Hubert : Maurice Leroy, en 1944
- Raphael Desprez : Erwan Kerdal, en 1944
- Jean-Charles Lenoel : Médecin, en 1998
- Marine Huet : Mariane Leclerc
- Jean-Christian Basset : James Jonathan Crawley
- Sophie Le Cam : Gendarme n°1
- Léopold Bara : Gendarme n°2

## Tournage
Le tournage a eu lieu dans huit villes de Normandie, dont Caen (notamment dans l'ancien palais de justice), du 26 mars au 19 avril 2018,.

## Casting
Aux côtés de Claire Borotra et Michel Jonasz, on retrouve la journaliste Claire Chazal dans le rôle de la députée-maire. Si la journaliste était déjà apparue dans une dizaine de fictions au cinéma (Le code a changé, Les Profs,...) ou à la télévision (Les Cordier, juge et flic), c'est la première fois qu'elle n'interprète pas son propre rôle.

## Parenté avec la collectionMeurtres à
Même si le titre lors de sa diffusion ne commence pas par « meurtres à », le téléfilm reprend tous les codes de la collection Meurtres à... : une région mise à l'honneur (la Normandie), une mise en scène du crime (un homme attaché à un poteau d'exécution), un casting de personnalités inattendues (Claire Chazal).

## Accueil critique
Bien que ce téléfilm, rediffusé plusieurs fois, soit très apprécié du public, tant pour l'habileté du scénario que pour la qualité de l'interprétation, lors de sa rediffusion du 10 avril 2020 sur La Une, le magazine belge Moustique publie une critique fort sévère : « scénario tiré par les cheveux » qui « se laisse suivre et reste délassant » mais « les circonvolutions de l'enquête finissent par nous perdre et nous condamner au rôle de spectateur passif ». Le casting n'a pas meilleure presse : « Michel Jonasz, qu'on a connu plus juste » et Claire Chazal qui « propose une performance crédible [mais qui] n'a pas non plus transcendé le rôle ».

## Sortie DVD
Le téléfilm sort en DVD le 3 avril 2019 sous le titre Meurtres à Omaha Beach. Il est édité par LCJ Editions.

## Audience
- France : 4,92 millions de téléspectateurs[7](première diffusion) (23.9 % de part d'audience).